# Peracet
Pérassay és un municipi francès, situat al departament de l'Indre i a la regió de Centre – Vall del Loira. L'any 2007 tenia 397 habitants.

## Demografia

### Població
El 2007 la població de fet de Pérassay era de 397 persones. Hi havia 168 famílies, de les quals 60 eren unipersonals (44 homes vivint sols i 16 dones vivint soles), 60 parelles sense fills, 32 parelles amb fills i 16 famílies monoparentals amb fills.
La població ha evolucionat segons el següent gràfic:
Habitants censats

### Habitatges
El 2007 hi havia 335 habitatges, 174 eren l'habitatge principal de la família, 107 eren segones residències i 54 estaven desocupats. 331 eren cases i 3 eren apartaments. Dels 174 habitatges principals, 140 estaven ocupats pels seus propietaris, 24 estaven llogats i ocupats pels llogaters i 10 estaven cedits a títol gratuït; 3 tenien una cambra, 29 en tenien dues, 56 en tenien tres, 41 en tenien quatre i 46 en tenien cinc o més. 89 habitatges disposaven pel capbaix d'una plaça de pàrquing. A 89 habitatges hi havia un automòbil i a 59 n'hi havia dos o més.

### Piràmide de població
La piràmide de població per edats i sexe el 2009 era:
| Homes | Edats   | Dones |
| ----- | ------- | ----- |
| 0     | 95 o +  | 0     |
| 4     | 90 a 94 | 0     |
| 12    | 85 a 89 | 8     |
| 0     | 80 a 84 | 8     |
| 8     | 75 a 79 | 12    |
| 8     | 70 a 74 | 16    |
| 24    | 65 a 69 | 16    |
| 8     | 60 a 64 | 24    |
| 12    | 55 a 59 | 12    |
| 28    | 50 a 54 | 12    |
| 16    | 45 a 49 | 20    |
| 16    | 40 a 44 | 24    |
| 12    | 35 a 39 | 20    |
| 4     | 30 a 34 | 4     |
| 12    | 25 a 29 | 8     |
| 16    | 20 a 24 | 12    |
| 12    | 15 a 19 | 8     |
| 16    | 10 a 14 | 20    |
| 8     | 5 a 9   | 12    |
| 4     | 0 a 4   | 12    |

## Economia
El 2007 la població en edat de treballar era de 249 persones, 134 eren actives i 115 eren inactives. De les 134 persones actives 119 estaven ocupades (71 homes i 48 dones) i 15 estaven aturades (7 homes i 8 dones). De les 115 persones inactives 37 estaven jubilades, 21 estaven estudiant i 57 estaven classificades com a «altres inactius».

### Ingressos
El 2009 a Pérassay hi havia 183 unitats fiscals que integraven 354,5 persones, la mediana anual d'ingressos fiscals per persona era de 13.420 €.

### Activitats econòmiques
Dels 15 establiments que hi havia el 2007, 1 era d'una empresa de fabricació de material elèctric, 7 d'empreses de construcció, 2 d'empreses de comerç i reparació d'automòbils, 1 d'una empresa de transport, 1 d'una empresa d'hostatgeria i restauració, 1 d'una empresa immobiliària, 1 d'una empresa de serveis i 1 d'una empresa classificada com a «altres activitats de serveis».
Dels 7 establiments de servei als particulars que hi havia el 2009, 1 era una oficina de correu, 3 paletes, 1 guixaire pintor i 2 lampisteries.
L'únic establiment comercial que hi havia el 2009 era una botiga de roba.
L'any 2000 a Pérassay hi havia 45 explotacions agrícoles que ocupaven un total de 2.116 hectàrees.

## Equipaments sanitaris i escolars
El 2009 hi havia una escola elemental integrada dins d'un grup escolar amb les comunes properes formant una escola dispersa.

## Poblacions més properes
El següent diagrama mostra les poblacions més properes.